# Автоморфізм
Автоморфізм моделі — ізоморфізм, який відображає модель на саму себе.
Всі автоморфізми даної моделі відносно операції композиції із тотожним відображенням як нейтральним елементом утворює групу.
Група автоморфізмів моделі {\displaystyle K} позначається {\displaystyle \operatorname {Aut} K}.
- Автоморфізм множини — перестановка елементів цієї множини (симетрична група).
- Автоморфізм групи — ізоморфізм групи на себе.

Автоморфізм називається внутрішнім, якщо існує такий елемент {\displaystyle a}, що {\displaystyle Auth(G)_{a}(x)=axa^{-1}}, а в іншому випадку він називається зовнішнім.
Множина всіх внутрішніх автоморфізмів групи G є підгрупою групи автоморфізмів, причому {\displaystyle Auth(G)_{a}*Auth(G)_{b}=Auth(G)_{ab}}.
Множина автоморфізмів групи Лі також утворює групу Лі.

## Визначення

### Алгебраїчні структури
{\displaystyle (A,(f_{i}))} є алгебраїчною структурою {\displaystyle A} разом з кінцевим числом потоків {\displaystyle (f_{i})}. Можуть бути алгебраїчні структури, такі як векторний простір {\displaystyle (A,(+,\cdot ))}, група {\displaystyle (A,*)} або кільце {\displaystyle (A,(+,*))}. Тоді під алгеброю розуміється автоморфізм {\displaystyle \phi \colon A\to A} взаємно однозначне відображення множини {\displaystyle A} на себе, яка є лінійною, це означає що:
{\displaystyle \phi \left(f_{i}(a_{1},\ldots ,a_{\sigma _{i}})\right)=f_{i}(\phi (a_{1}),\ldots ,\phi (a_{\sigma _{i}}))}
для всіх {\displaystyle a_{1},\ldots ,a_{\sigma _{i}}\in A}. Зворотна функція {\displaystyle \phi ^{-1}:A\to A} в цих умовах є автоматично лінійною.

### Теорія категорій
Нехай {\displaystyle X} об'єкт. Морфізм {\displaystyle f\colon X\to X} є автоморфізмом, якщо він є двосторонньо оберненим {\displaystyle g\colon X\to X}. Тобто, відповідне відображення {\displaystyle g\colon X\to X} існує, так що виконуються: {\displaystyle f\circ g=\operatorname {id} _{X}} і {\displaystyle g\circ f=\operatorname {id} _{X}}.

## Автоморфізм груп
- Група автоморфізмів групи {\displaystyle G} позначається {\displaystyle \operatorname {Aut} G}.
- Відображення {\displaystyle \alpha _{g}(x)=gxg^{-1}} — автоморфізм групи, такі автоморфізми групи називаються внутрішніми.

Множина внутрішніх автоморфізмів позначається {\displaystyle \operatorname {Int} G}. Оскільки {\displaystyle \alpha _{g}\alpha _{h}=\alpha _{hg}} та {\displaystyle \alpha _{g}\alpha _{h}\alpha _{g}^{-1}=\alpha _{g^{-1}hg}\in \operatorname {Int} G}, то {\displaystyle \operatorname {Int} G} - нормальна підгрупа в {\displaystyle \operatorname {Aut} G}. 
- Фактор-група {\displaystyle \operatorname {Out} G=\operatorname {Aut} G/\operatorname {Int} G} називається групою зовнішніх автоморфізмів групи, а її елементи - зовнішніми автоморфізмами. Відображення {\displaystyle g\to \alpha _{h}} визначає гомоморфізм {\displaystyle G\to \operatorname {Int} G}, ядро якого є центр групи {\displaystyle Z(G)}, так що {\displaystyle \operatorname {Int} G\cong G/Z(G)}. *
- Всі нормальні підгрупи інваріантні під дією внутрішніх автоморфізмів. Підгрупи, інваріантні під дією всіх автоморфізмів групи, називаються характеристичними.
- Всяка група, що збігається зі своєю групою автоморфізмів, називається досконалою. Досконалими є всі симетричні групи {\displaystyle S_{n}} при {\displaystyle n\neq 2;6}.
- Розширення групи, за допомогою групи автоморфізмів, називається голоморфом.

### Приклади
- {\displaystyle \operatorname {Aut} \mathbb {Z} ^{+}=\mathbb {Z} _{2}}
- {\displaystyle \operatorname {Aut} \mathbb {Q} ^{+}=\mathbb {Q} ^{\times }}
- {\displaystyle \operatorname {Aut} \mathbb {Z} _{n}^{+}=\mathbb {Z} _{\varphi (n)}}
- {\displaystyle \operatorname {Aut} \mathbb {Z} _{p}^{\times }=\mathbb {Z} _{\varphi (p-1)}^{+}}
- {\displaystyle \operatorname {Aut} S_{n}=S_{n},n\neq 2;6}, * {\displaystyle \operatorname {Out} S_{6}=\mathbb {Z} _{2}}
- {\displaystyle \operatorname {char} K>2\Rightarrow \operatorname {Aut} \operatorname {GL} _{n}(K)=\operatorname {SL} _{n}(K),K} - поле характеристики більшої за 2.

## Автоморфізми графів

Найменше асиметричне дерево

Найменший асиметричний граф

Автоморфізм графу є відображення безлічі вершин графу на себе, що зберігає суміжність. Множина таких автоморфізмів утворює вершинну групу графу або просто групу графу. Група підстановок на множині ребер називається реберною групою графу, яка тісно пов'язана з вершинною:
Реберна і вершинна групи графу ізоморфні тоді і тільки тоді, коли є не більше однієїізольованої вершини і немає компонент зв'язності, які складаються з єдиного ребра.
Граф, для якого єдиний можливий автоморфізм це тотожне відображення, називається асиметричним. Найменше асиметричне дерево має сім вершин, а найменший асиметричний граф шість вершин і стільки ж ребер.
Для будь-якої кінцевої групи знайдеться такий кінцевий неорієнтований граф, що його група автоморфізмів ізоморфна даній. Результат отриманий Р. Фрухтом, в основі докази - перетворення кольорового графу групи, узагальнення графу Келі.

### Українською
- (укр.) Гаврилків В. М. Елементи теорії груп та теорії кілець. — І.-Ф.  : Голіней, 2023. — 153 с.

### Іншими мовами
- Курош А. Г. Теория групп. — 3-е изд. — Москва : Наука, 1967. — 648 с. — ISBN 5-8114-0616-9.(рос.)
- Кон П. Универсальная алгебра. — Москва : Мир, 1968. — 351 с.(рос.)